# Lydda cornuta
Lydda cornuta är en insektsart som beskrevs av Van Stalle 1992. Lydda cornuta ingår i släktet Lydda och familjen Derbidae. Inga underarter finns listade i Catalogue of Life.